# Indian Rocks Beach
Indian Rocks Beach è una città degli Stati Uniti d'America, situata in Florida, nella Contea di Pinellas.